# Saint-Denis-en-Margeride
Saint-Denis-en-Margeride – miejscowość i gmina we Francji, w regionie Oksytania, w departamencie Lozère.
Według danych na rok 1990 gminę zamieszkiwały 254 osoby, a gęstość zaludnienia wynosiła 7 osób/km² (wśród 1545 gmin Langwedocji-Roussillon Saint-Denis-en-Margeride plasuje się na 662. miejscu pod względem liczby ludności, natomiast pod względem powierzchni na miejscu 125.).